# Music for Nations
Music for Nations — британский инди-лейбл, занимавшийся рок- и метал-музыкой. Он был подразделением Zomba Records, которые в свою очередь принадлежали BMG.
Основан в январе 1983 года Мартином Хукером, лейбл зарекомендовал себя как европейский лидер в области рок- и метал-музыки.
В 2004 году лейбл был закрыт, но феврале 2015 Music for Nations возобновил работу.

## Издававшиеся на лейбле группы
- Acid Drinkers (1990—1992) (Subsidiary Label — Under One Flag)
- Agent Steel
- Alaska
- Amplifier
- Anathema
- Anthrax
- Apes Pigs and Spacemen
- Baby Tuckoo
- Battleaxe
- The Beyond
- Candlemass
- Cradle of Filth
- Creation of Death (1991—1992) (Subsidiary Label — Under One Flag)
- Darkmoon
- Dispatched
- Dead Potatos (2003—2006)
- Drive She Said
- Earthshaker
- Entombed
- Exciter
- Exodus
- The Exploited (Subsidiary Label — Rough Justice)
- Freak of Nature
- Godflesh
- Hardcore Superstar
- (hed) P.E.
- Hellion
- Helstar
- InMe
- Legs Diamond
- Lost Horizon
- Loudness
- Manowar
- Eric Martin
- Meanstreak
- Megadeth
- Mercyful Fate
- Metallica
- Mike Tramp
- Mindfunk
- Nuclear Assault
- Opeth
- Paradise Lost
- Q5
- Ratt
- The Rods
- Rogue Male
- Rox
- Sarcófago (1985—1986)
- Savatage
- Sirrah (1995—1999)
- Spiritual Beggars
- Jack Starr
- Sugarcreek
- Surgin
- Thrasher
- Tigertailz (1990—2005)
- TKO
- Tyketto
- Turbo (1990—1991) (Subsidiary Label — Under One Flag)
- Robin Trower
- Twelfth Night
- Tygers of Pan Tang
- Venom (1989—1992) (Subsidiary Label — Under One Flag)
- Virgin Steele
- W.A.S.P.
- Wolf Spider (1990—1991) (Subsidiary Label — Under One Flag)
- Waysted
- Уэнди О. Уильямс
- XisLoaded